# Swenigowo
Swenigowo (russisch Звенигово, Mari Провой, Prowoj) ist eine Stadt in der Teilrepublik Mari El in Russland mit 11.946 Einwohnern (Stand 14. Oktober 2010).

## Lage
Die Stadt liegt etwa 650 km östlich von Moskau sowie 90 km südlich der Republikhauptstadt Joschkar-Ola, am linken Ufer des Flusses Wolga im Bereich des Kuibyschewer Stausees. Die nächstgelegene Stadt ist Wolschsk; dieses befindet sich gut 20 km Luftlinie von Swenigowo.

## Geschichte
Der Ort entstand 1860 als Wolga-Siedlung mit einer Schiffsanlegestelle und einer Werft. Der Ort eignete sich besonders gut für das Abstellen von Schiffen über Winter, da es hier bei der Mündung des kleinen Flüsschens Sweniga (von dem Swenigowo auch seinen Namen hat) eine kleine Bucht gab. Anfangs zählte die Ortschaft nur wenige Baracken für die Arbeiter der Anlegestelle. Bis zum Ende des 19. Jahrhunderts entwickelte sich die Werft jedoch zu einem größeren Betrieb, der Arbeiter von auswärts anzog. Anfang des 20. Jahrhunderts galt Swenigowo bereits als Industriezentrum.
In den 1920er- und 1930er-Jahren wurde Swenigowo nach einer Gebietsreform und Bildung des gleichnamigen Rajons, dessen Zentrum es wurde, weiter industrialisiert; unter anderem wurde die Werft ausgebaut sowie neue Infrastrukturobjekte errichtet. Den Stadtstatus erhielt Swenigowo 1974.

### Bevölkerungsentwicklung
| Jahr | Einwohner |
| ---- | --------- |
| 1939 | 5.173     |
| 1959 | 7.213     |
| 1970 | 8.597     |
| 1979 | 12.013    |
| 1989 | 14.239    |
| 2002 | 12.722    |
| 2010 | 11.946    |

Anmerkung: Volkszählungsdaten

## Wirtschaft und Verkehr
Swenigowo verfügt über eine Schiffsanlegestelle am Kuibyschewer Stausee. Die Industrie ist hier mit der 1860 gegründeten Werft (heute: Butjakow-Werft Swenigowo), ferner mit Holz- und Nahrungsmittelindustrie vertreten.